# Biesenhard
Biesenhard ist ein Gemeindeteil von Wellheim im oberbayerischen Landkreis Eichstätt im Naturpark Altmühltal.

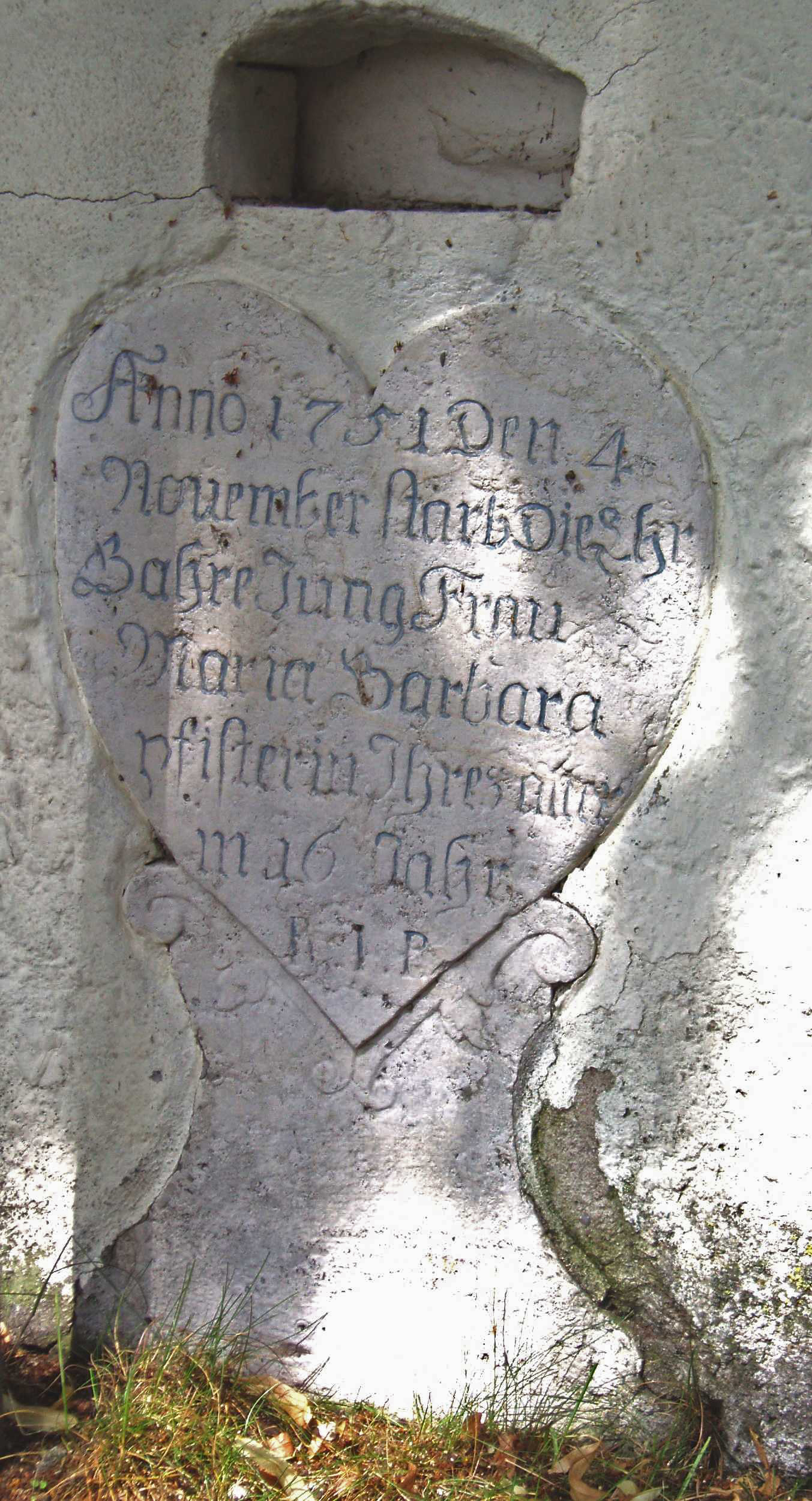
Barockes Grabdenkmal von 1751, eingelassen in die Friedhofsmauer

## Lage
Das Kirchdorf liegt auf der Albhochfläche der Südlichen Frankenalb auf 503 Meter über Normalnull an der Straße zwischen Wellheim und Ochsenfeld.

## Geschichte
Bei Biesenhard, etwa zwei Kilometer südsüdwestlich der Kirche, liegt untertägig eine vorgeschichtliche Abschnittsbefestigung, wo Funde vermutlich aus der Bronzezeit gemacht wurden. Der Ort liegt an der Römerstraße Nassenfels – Dollnstein. 1715 wurde bei Erdarbeiten zum Kirchenbau ein gemauertes Viereck gefunden, das wahrscheinlich zu einem römischen Beobachtungsturm gehörte.
909 ist Pysenhart erstmals urkundlich erwähnt. Ob sich Biesen/Pysen vom mittelhochdeutschen biese = Binse ableitet oder sich eher von einem Personennamen „Piso“ herleitet, lässt sich nicht eindeutig klären. Eindeutiger ist die Herleitung des Namensteils -hard von einem bewaldeten Bergrücken. Bis zum Aussterben der Hirschberger mit Gebhard VII. 1305 gehörte das Dorf  den Vögten des Hochstifts Eichstätt und wurde mit der Hirschberger Erbschaft fürstbischöflich. 1374 ist ein Meierhof erwähnt. Zu Pisenhard gehörten weitere Gehöfte im Umkreis; so sind 1239 Engelsee, 1384 und 1486 die Gehöfte „Essenlohe“ (1186: Eschenlohe) und Englhard als in der Nähe liegend erwähnt.
Die Pestjahre 1645 bis 1648 überlebten der Überlieferung nach nur sieben Bauern.
1743 erbaute der Graubündner Baumeister Giovanni Domenico Barbieri (1704–64) in Biesenhard ein „Haus des Jägers“ und 1754 das dortige Wirtshaus. Im Ort findet sich gegenüber der Kirche die für Juradörfer bis in die Gegenwart typische „Hü“ (= Hüle, diente als Viehtränke und für Löschzwecke) und wurde im Rahmen der Dorferneuerung 2015 instand gesetzt.
Der Ort gehörte mit Wellheim nach der Säkularisation zum Königreich Bayern und von 1817 bis 1833 zum Fürstentum Eichstätt der Herzöge von Leuchtenberg. 1821 und 1833 werden 167 und 170 Einwohner und jeweils 30 Häusern gezählt.
Die Gebietsreform 1972 sorgte für politisch einschneidende Veränderungen: war Biesenhard vorher eine eigenständige Gemeinde, so wurde es nach Wellheim eingemeindet; der umschließende, mittelfränkische Landkreis Eichstätt wechselte zu Oberbayern.
1867 gründete sich eine Freiwillige Feuerwehr.
Langsam, aber stetig wuchs Biesenhard. 1933 werden schon 227 Einwohner gezählt, bei der Volkszählung 1946 immerhin 271. Weiterhin werden in jüngerer Zeit 2006 307 und im Mai 2016 320 Einwohner gezählt.

## Kirche

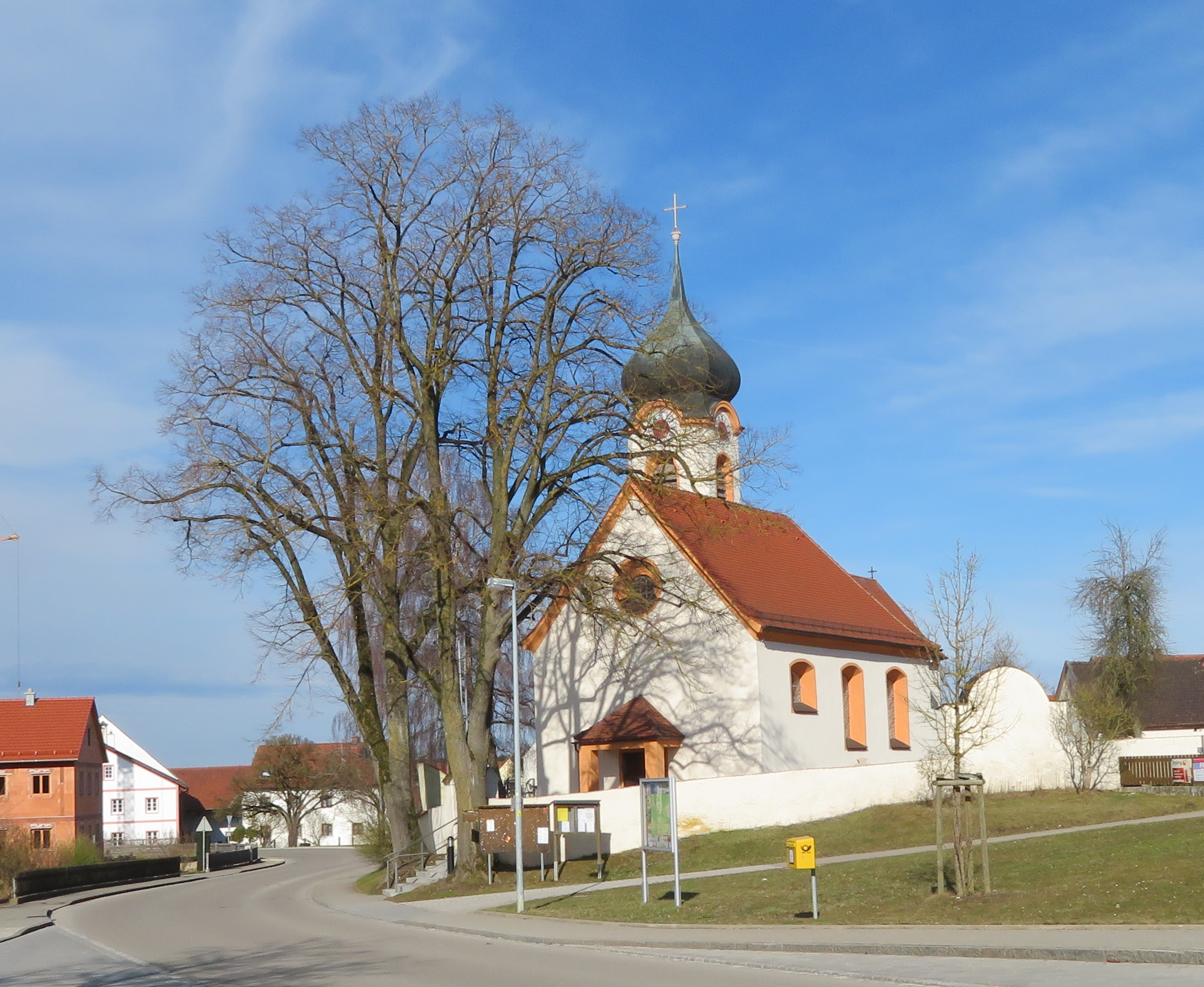
St. Johannes Baptist

Die katholische Kirche St. Johannes Baptist ist eine Filialkirche der Pfarrei Ochsenfeld im Bistum Eichstätt.
Das 1715 von dem Eichstätter Maurermeister Hans Deller nach Plänen des Eichstätter Hofbaumeisters Johann Benedikt Ettl neuerbaute Kirchengebäude hatte einen Vorgängerbau aus der Zeit um 1600, der 1681 als „ganz ruiniert“ bezeichnet wird. Der Neubau wurde 1717 konsekriert, erfuhr aber schon 1789–90 eine umfangreiche Reparatur. Der jetzige zwiebelbekrönte Kirchturm, der den Dachreiter von 1715 ersetzte, und die Sakristei wurden 1910/11 nach Plänen des Münchner Architekten Hans Schurr aufgeführt. Der Hochaltar aus der Erbauungszeit wurde 1974 zurückgesetzt, um dem Volksaltar bessere Geltung zu verschaffen; auch wurden die Seitenaltäre verkürzt. Das Altarbild des Hochaltars stammt wie der Altar selbst von 1715 und zeigt, dem Patrozinium entsprechend, die Taufe Christi durch Johannes. Die Altarbilder der Seitenaltäre malte 1718 der Eichstätter Maler Lorenz Koch. Die Eichenholz-Renaissance-Kanzel aus dem späten 16. oder frühen 17. Jahrhundert mit späterer Stiege stammt der Tradition nach aus der Eichstätter Dominikanerkirche (Peterskirche), deren Einrichtung wegen einer barocken Umgestaltung durch Ettl 1713–16 abgegeben wurde. Über dem Chorbogen hängt eine Rosenkranzmadonna vom Ende des 17. Jahrhunderts, die Decke weist ein Stuck-Rahmenwerk auf.
Die Fresken – im Chor die Trinität, im Langhaus: Enthauptung des Täufers (signiert und 1948 dat.), Namensgebung, Predigt des Johannes, zwei monochrome Szenen Rüge und Kerkerhaft, die Heiligen Walburga, Willibald, Nikolaus und Michael – wurden von dem Münchener Kunstmaler Josef Wittmann 1948 in neubarockem Stil gemalt. Von den Hauptfresken sind die Entwürfe erhalten und befinden sich mit seinen Entwürfen zu kirchlicher Malerei im Diözesanmuseum Regensburg. Der Kreuzweg ist eine Spätrokokoarbeit des Eichstätter Malers Johann Chrysostomus Winck aus der Zeit um 1770.
1974 wurde eine Heizung eingebaut. 2006/07 wurde die Kirche außen und innen gründlich renoviert.
Ins Diözesanmuseum Eichstätt gelangte aus Biesenhard eine kleine Sitzmadonna mit dem Jesuskind, in der Rokokozeit durch Umdeutung der Figuren und Beifügung eines stehenden Jesuskindes zur Selbdritt-Gruppe ergänzt, „eine liebenswerte Schöpfung, verklärt durch den Zauber feiner, zarter Formen“.
Der ummauerte Friedhof besitzt einige barocke Grabdenkmäler.